# Œuvre de l'hospitalité de nuit
L'Œuvre de l'hospitalité de nuit était une société philanthropique de charité publique française, fondée en 1878 pour loger temporairement les sans-abri à Paris.

## Histoire
Initiée en 1879 par l'abbé Ardouin,, et le comité catholique, siégeant rue de l’Université à Paris, qui comprenait entre autres : le comte Amédée (Joseph) des Cars (1820-1899) membre du Jockey-club, Hector Bouruet-Aubertot, M. de Bentque secrétaire du conseil général de la Banque de France, M. Dutfoy banquier, Paul Leturc, de Saint-André secrétaire, de Gosselin, Maurice Aubry, Adolphe Baudon, Henry Blount, Aubertot, Jacques Drevet, le comte de Luppé député des Basses-Pyrénées, de L'Héraule, le docteur Passant, le marquis de Plœuc, le député Ginoux, le comte Molitor, Victor Meignan, le comte de Cossé-Brissac.
Le président du conseil d'administration était le baron de Livois. Le comte des Cars et Charles Garnier étaient vice-présidents. Étienne Collet trésorier et Th. Sauzier vice-trésorier. En 1886 Anselme Bucher de Chauvigné était administrateur. 

### La maison de la rue de Tocqueville

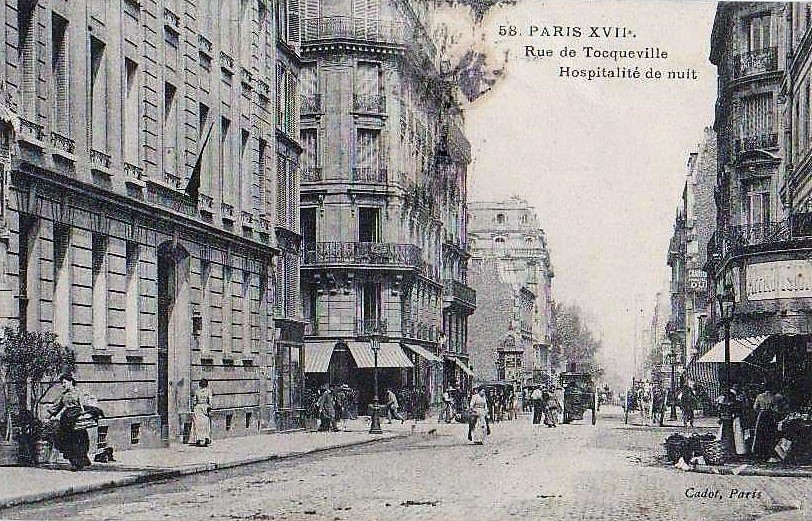
La maison de Tocqueville en 1905, au 59, rue de Tocqueville, siège social de l'Œuvre de l'hospitalité de nuit.

Inaugurée le 2 juin 1878, la première maison de l'œuvre, qui deviendra son siège social était ouverte au 59, rue de Tocqueville,, dans la plaine Monceaux.
L'œuvre de l'hospitalité de nuit offrait un abri gratuit et temporaire, aux hommes sans asile, sans distinction d’âge, de nationalité ou de religion; les conditions d'hébergement de l'œuvre stipulaient qu'on y était reçu que la nuit et seulement pendant trois nuits consécutives au maximum, on était reçu de nouveau qu’après une période de deux mois. On y sert deux repas matin et soir, et à la différence des worhouses en Angleterre, il n'y a pas de travail obligatoire, et les conditions y sont meilleures,.
Dix membres de l'académie française vont successivement présider ses assemblées générales, dont Elme-Marie Caro, le cardinal Adolphe Perraud, Xavier Marmier, Franz de Champagny, Eugène-Melchior de Vogüé, Henri de Bornier, Georges Picot, Edmond Rousse, Edmond Jurien de La Gravière, Gaston d'Audiffret-Pasquier ainsi que Charles-Albert Costa de Beauregard en 1898.

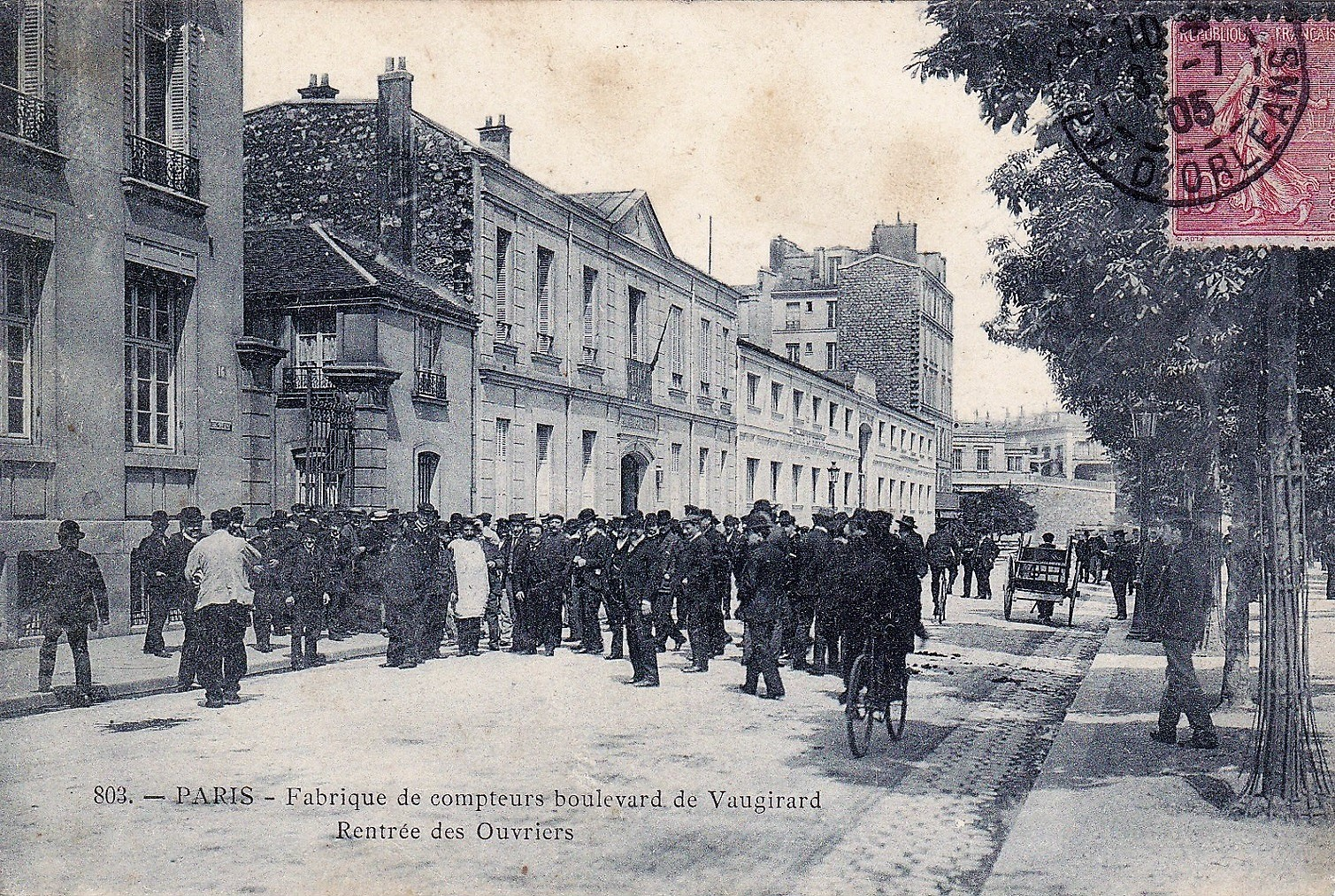
Fabrique de compteurs au 16, Boulevard de Vaugirard en 1905, la maison Lamaze est située au numéro 14 (bâtiment blanc à l'arrière plan).

### La maison Lamaze
Le 12 juin 1879, un deuxième établissement est ouvert au 14, boulevard de Vaugirard,, la maison Lamaze, du nom de son bienfaiteur M. Edmond de Lamaze.
L'œuvre de l'hospitalité de nuit est reconnue établissement d’utilité publique par décret présidentiel, le 11 avril 1882,,. L'œuvre organise des bals, fêtes et tombolas pour rassembler des fonds pour son fonctionnement, le Tout-Paris mondain de l'époque s'y donne rendez-vous. Certaines fêtes organisées par l'aristocratie parisienne, en faveur de l'œuvre seront même critiquées comme "trop mondaines" par l'archevèque de Paris en 1884 par un mandement. 

### La maison de la rue Laghouat

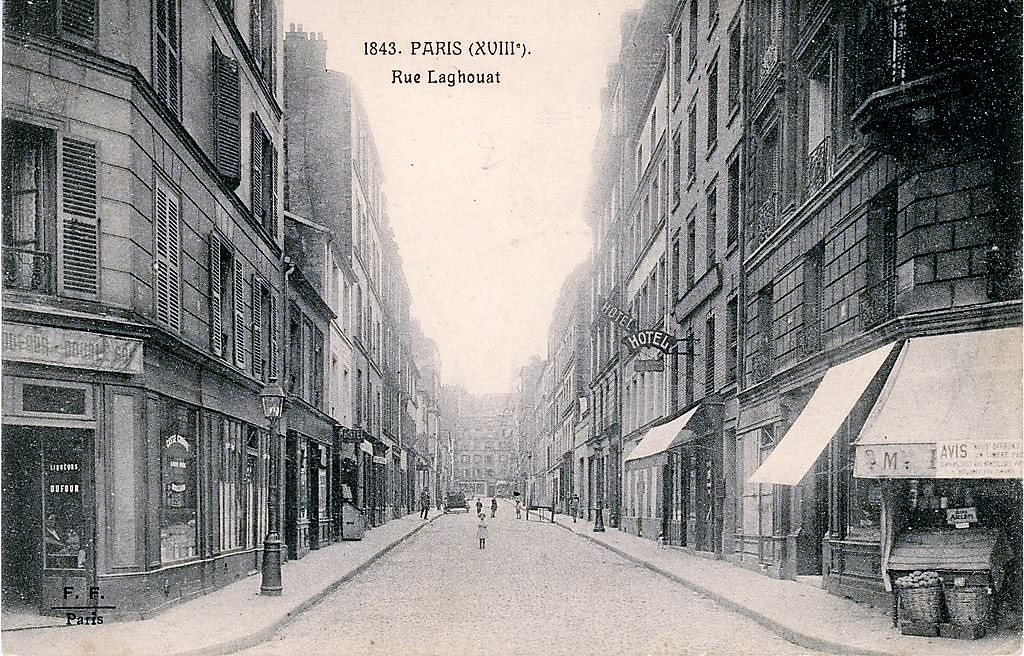
Rue Laghouat près de Montmartre vers 1905, la maison Laghouat est située au numéro 13, côté gauche.

En 1882, après une souscription du journal Le Figaro, on ouvre une troisième maison au 13, rue de Laghouat, dans le quartier de la Goutte-d’Or,,.

Des cercles organisent aussi des événements en faveur de l'œuvre.
En 1882, un article du bulletin de la ville de Paris déclare que : «pour l'année 1881, l'œuvre a recueilli dans ses maisons 27,950 pensionnaires, qui ont couché 78,006 nuits, ces pensionnaires de toutes les parties du monde se subdivisent en 24,198 Français, 3,683 européens, 37 africains, 3 asiatiques, 27 américains et 2 australiens. Sous le rapport des professions, ce chiffre se décompose comme suit : 10,114 jardiniers, vignerons, charretiers et journaliers - 5,006 charpentiers, menuisiers, ébénistes et autres ouvriers en bois - 900 ouvriers en bâtiments, 547 ouvriers en cuirs - 1,215 ouvriers en vêtements et mobiliers, tailleurs etc.. - 2,153 ouvriers du fer - 638 compositeurs, imprimeurs, relieurs - 1,414 cuisiniers, bouchers, pâtissiers, confiseurs - 1,677 domestiques, infirmiers, cochers et palfreniers - 322 coiffeurs et perruquiers - 810 sculpteurs - 568 horlogers et bijoutiers - 78 professeurs, instituteurs et interprètes - 38 artistes dramatiques et musiciens - 3 journalistes - 3 avocats - 2 architectes - 1 ingénieur civil - 4 docteurs en médecine et 4 officiers.
L'œuvre a distribué 17,312 bons de pains, 1,600 bons de journaux et 6,776 articles de vêtements ou chaussures. Elle a procuré des places à 5,251 hommes».

### Exposition de l'Art français
Le 8 mai 1888, à l'hôtel de Chimay, quai Malaquais, une exposition de l'Art français sous Louis XIV et Louis XV,, au profit de l'œuvre de l'hospitalité de nuit est visitée par le président de la république Sadi Carnot. Une célèbre affiche publicitaire pour cette exposition a été realisée par Jules Cheret.

### La maison du boulevard de Charonne

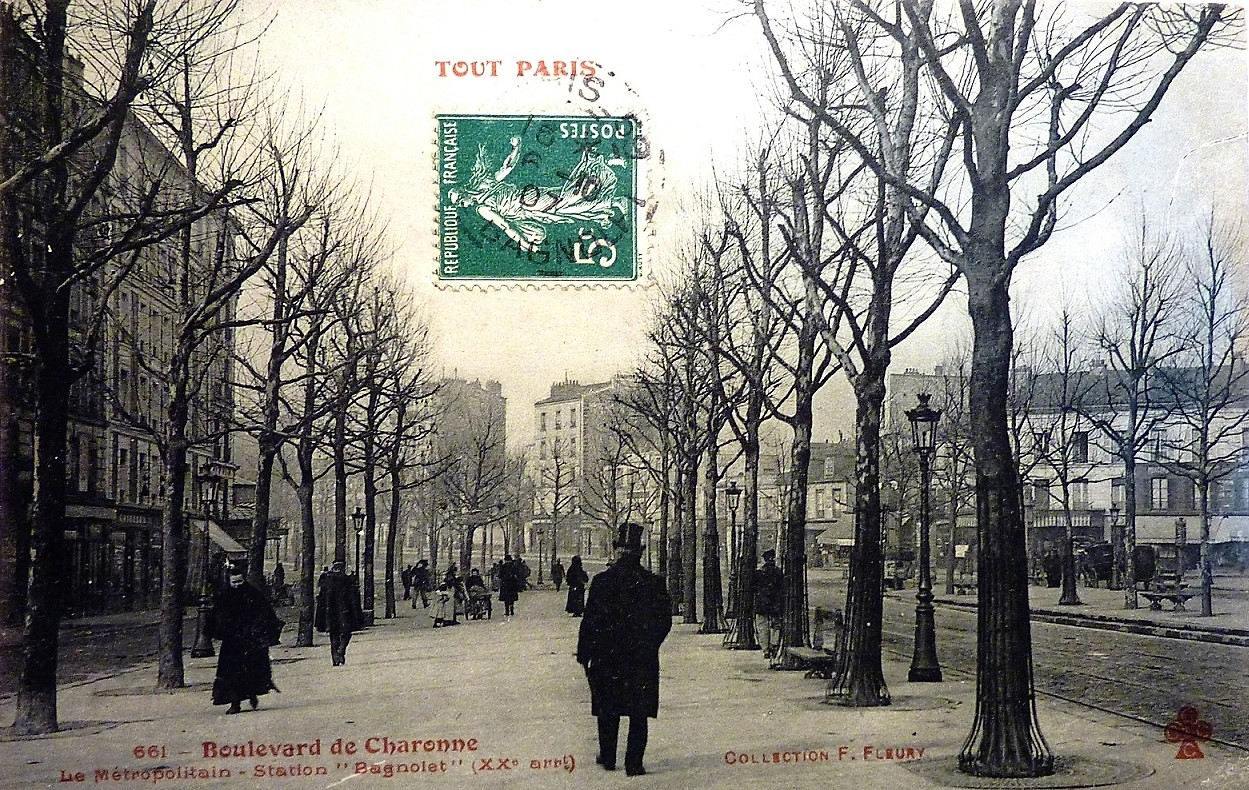
Boulevard de Charonne en 1907 près de la station Bagnolet (renommée Alexandre Dumas depuis 1970).

Une quatrième maison est fondée en 1888, au 122, Boulevard de Charonne grâce à un bienfaiteur, Henri Bamberger,,. Cette maison du n°122 est reconstruite entre 1928 et 1931, puis est ajouté en 1956 le bâtiment correspondant au n°120 et en 1963 le bâtiment correspondant au n°118.

### Maisons réservées aux femmes et aux enfants
Plusieurs maisons sont créées pour l’accueil exclusif des femmes et des enfants. Elles sont situées : no 166 rue de Crimée, no 27 rue Fessart, no 44 rue Labat, no 201 avenue du Maine, no 7 passage Rimbaut, no 253 rue Saint-Jacques, no 107 quai de Valmy et rue du Château-des-Rentiers (non localisé).

### L'exposition Meissonier
En 1893, un comité ou figure le baron de Livois, Alexandre Dumas fils, Antonin Proust, Francis Magnard, Arthur Meyer, Pierre Puvis de Chavannes, et Édouard Detaille organise une exposition du peintre Ernest Meissonier à la galerie Georges Petit à Paris, au profit de l'œuvre,,.

### Expositions universelles
L'œuvre est honorée du prix Jules Audéoud décerné par l'institut de France en 1897, et d'une médaille d'or aux expositions universelles de Paris en 1889 et de 1900,.
En 1910, après le décès du baron de Livois, le vicomte d'Hendecourt, puis Pierre Morane en 1929, lui succède en qualité de président du conseil d'administration,.
En 1915, pendant la Première Guerre mondiale, la maison de la rue de Tocqueville est mise à la disposition de la Croix-Rouge pour l'hospitalisation des réfugiés.

## L’œuvre de l’Hospitalité Familiale
Par décret du 9 septembre 1955, l’Œuvre de l'hospitalité de nuit change de nom et devient l’Œuvre de l’Hospitalité Familiale (OHF), et son action se diversifie avec la création de foyers et maisons d’accueil pour jeunes filles et jeunes gens étudiants, ainsi que pour dames ou ménages retraités,,. 

## Sources
- Maxime Du Camp, « La charité privée à Paris », Revue des Deux Mondes, 1884.
- Lucia Katz, L'avènement du sans-abri, Les asiles de nuit 1871-1914, Éditions Libertalia, 2015.